# Seimelis

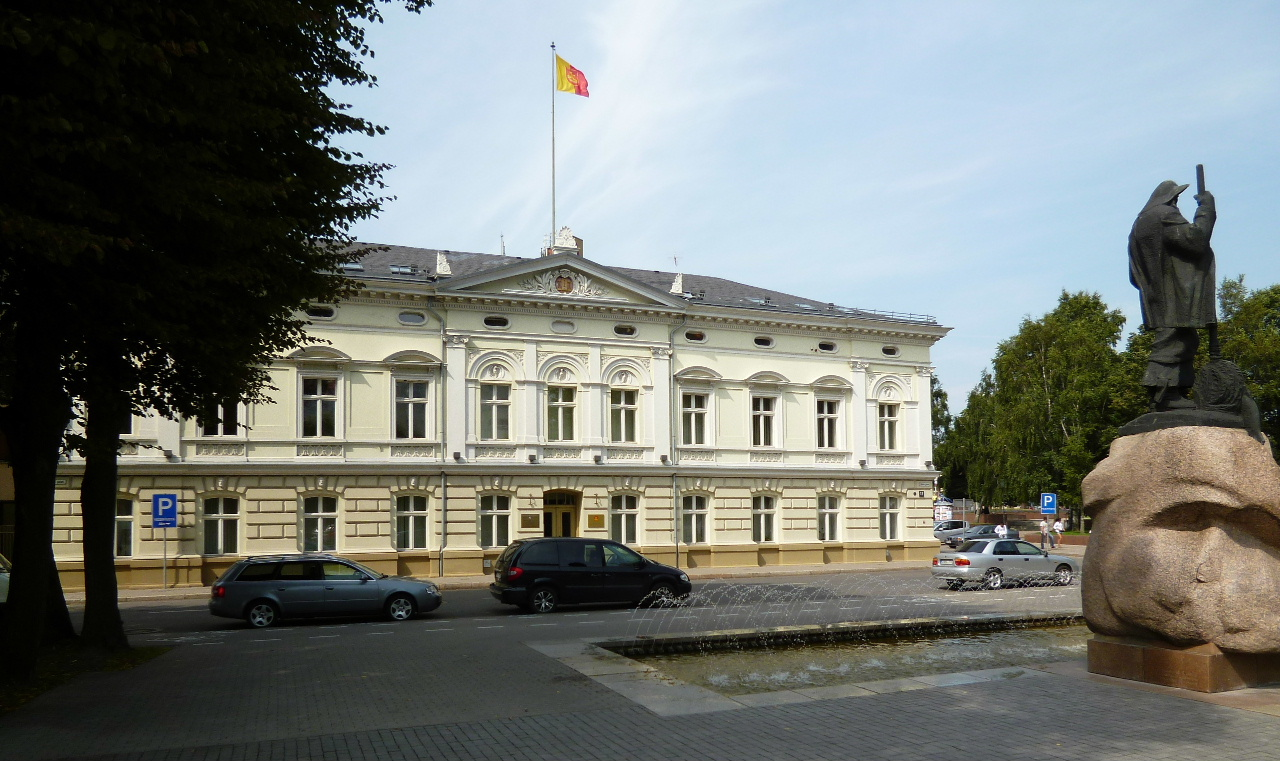
Memeler Rathaus

Der Seimelis (Memelländischer Landtag) war das Parlament des Memellandes von 1925 bis 1939 mit Sitz in Memel. Tagungsort war das Memeler Rathaus.
Das Memelland, nach der Volkszählung von 1910 jeweils etwa zur Hälfte von Deutschen und Litauern besiedelt, war 1924 in der Memelkonvention vom Völkerbund als Teil Litauens anerkannt worden. Allerdings wurde eine Autonomie des Memellandes innerhalb Litauens verlangt. Das Autonomiestatut wurde vom litauischen Parlament am 8. Mai 1924 beschlossen, hatte jedoch ab 1926 faktisch keine Wirkung mehr.
Entsprechend verfügten die deutschen Parteien im Landtag über breite Mehrheiten.

## Vorgeschichte
Nachdem sich die Abtrennung des Memellands vom Deutschen Reich abzeichnete, bildete sich im Juli 1919 aus den Kreistagen der Kreise Memel, Heydekrug und Pogegen und den Stadtverordneten der Stadt Memel ein Vorparlament, ohne Beteiligung der Nationallitauer. Dieses Vorparlament wählte einen „Arbeitsausschuss“. Nachdem Georg von Lambsdorff Reichs- und Staatskommissar für das abzutretende Memelgebiet geworden war, bat dieser um die Wahl eines siebenköpfigen Ausschusses, der als Vertreter der Bevölkerung handeln sollte. Gewählt wurden der Oberbürgermeister von Memel, Arthur Altenberg, der Sozialdemokrat Fritz Matzies, der Landrat des Landkreises Tilsit, Wilhelm von Schlenther, Landrat Honig, Ökonomierat Scheu und ein Angehöriger der Kaufmannschaft. Das Vorparlament schickte eine Abordnung nach Berlin, um mit den Siegermächten Verhandlungen zu führen und verabschiedete Resolutionen zum Verbleib beim Reich. Letztlich waren die Bemühungen nicht erfolgreich. Nun richtete sich das Bemühen des Vorparlamentes auf einen Status als eigenen Staat, ähnlich dem der Freien Stadt Danzig. Das Vorparlament wählte einen zwölfköpfigen Verfassungsausschuss, der einen Verfassungsentwurf vorlegte. Dieser sah einen frei gewählten Landtag und einen 12-köpfigen Senat als Regierung vor. Mit der Übernahme der Regierungsgewalt durch Oberkommissar Dominique Odry endete die Arbeit des Vorparlaments, ohne dass diese Verfassung umgesetzt werden konnte.

## Sitzverteilung im Seimelis
| Seimelis 1925                                                                    | Seimelis 1927                                                                          | Seimelis 1930                                                                        | Seimelis 1932                                                                        |
| -------------------------------------------------------------------------------- | -------------------------------------------------------------------------------------- | ------------------------------------------------------------------------------------ | ------------------------------------------------------------------------------------ |
| Sitzverteilung (1925)Insgesamt 29 Sitze - SMP: 5 - Sonst.: 2 - MLP: 11 - MVP: 11 | Sitzverteilung (1927)Insgesamt 29 Sitze - KPM: 2 - SMP: 3 - MLP: 10 - LVP: 4 - MVP: 10 | Sitzverteilung (1930)Insgesamt 29 Sitze - AP: 2 - SMP: 4 - MLP: 10 - LVP: 5 - MVP: 8 | Sitzverteilung (1932)Insgesamt 29 Sitze - AP: 3 - SMP: 2 - MLP: 11 - LVP: 5 - MVP: 8 |
| Seimelis 1935                                                                    | Seimelis 1938                                                                          |                                                                                      |                                                                                      |
| Sitzverteilung (1935)Insgesamt 29 Sitze - LVP: 5 - MEL: 24                       | Sitzverteilung (1938)Insgesamt 29 Sitze - LVP: 4 - MEL: 25                             |                                                                                      |                                                                                      |

## Landtagswahlen
Der Landtag hatte 29 Sitze, einen für jeweils 5000 Einwohner. Frauen und Männer ab 24 hatten das Wahlrecht. Ab 1930 war das Wahlrecht an ein Mindestalter von 30 Jahren gekoppelt. Die Wahl wurde in einem Wahlkreis durchgeführt. Rechtsgrundlagen waren das Gesetz betreffend die Wahlen zum Seimelis vom 19. Juni 1925, das Gesetz vom 5. Dezember 1928 betreffend Erwerb und Verlust der Eigenschaft als Bürger des Memelgebietes und die Abänderungen des Gesetzes betreffend die Wahlen zum Seimelis vom 3. September 1930.
| Wahlperiode   | Wahltermin             | Legislaturperiode                      |
| ------------- | ---------------------- | -------------------------------------- |
| I. Seimelis   | 19. Oktober 1925       | 23. November 1925 bis 7. Dezember 1926 |
| II. Seimelis  | 30. August 1927        | 6. Oktober 1927 bis 29. August 1930    |
| III. Seimelis | 11. Oktober 1930       | 12. November 1930 bis 6. November 1931 |
| IV. Seimelis  | 4. Mai 1932            | 4. Juni 1932 bis 16. April 1935        |
| V. Seimelis   | 29./30. September 1935 | 6. November 1935 bis 1. November 1938  |
| VI. Seimelis  | 11. Dezember 1938      | 22. März 1939                          |

Wahlergebnisse:
| Jahr | MLP Memelländische Landwirtschaftspartei | MVP Memelländische Volkspartei | SPM Sozialdemokratische Partei des Memelgebietes | AP Arbeiterpartei des Memellandes | KPM Kommunistische Partei des Memelgebietes | andere                 | LVP Litauische Volkspartei |
| ---- | ---------------------------------------- | ------------------------------ | ------------------------------------------------ | --------------------------------- | ------------------------------------------- | ---------------------- | -------------------------- |
| 1925 | 38,1 % – 11 Sitze                        | 36,9 % – 11 Sitze              | 16,0 % – 5 Sitze                                 |                                   |                                             | Andere 9,0 % – 2 Sitze |                            |
| 1927 | 33,6 % – 10 Sitze                        | 32,7 % – 10 Sitze              | 10,1 % – 3 Sitze                                 |                                   | 7,2 % – 2 Sitze                             |                        | 13,6 % – 4 Sitze           |
| 1930 | 31,8 % – 10 Sitze                        | 27,6 % – 8 Sitze               | 13,8 % – 4 Sitze                                 | 4,2 % – 2 Sitze                   |                                             |                        | 22,7 % – 5 Sitze           |
| 1932 | 37,1 % – 11 Sitze                        | 27,2 % – 8 Sitze               | 7,8 % – 2 Sitze                                  | 8,2 % – 3 Sitze                   |                                             |                        | 19,7 % – 5 Sitze           |

An 100 % fehlende = nicht im Landtag vertretene Wahlvorschläge
Ab 1935 trat auf deutscher Seite nur noch die Memelländische Einheitsliste (MEL) an, zu der die bisherigen Parteien Memelländische Volkspartei, Sozialdemokratische Partei des Memelgebietes und Memelländische Arbeiterpartei zusammengeschlossen wurden. Die bis dahin größte Partei, die Memelländische Landwirtschaftspartei, war bereits 1934 verboten worden. Der MEL stand wie bisher die LVP als Partei für litauische Interessen gegenüber.
| Jahr | Memelländische Einheitsliste | LVP              |
| ---- | ---------------------------- | ---------------- |
| 1935 | 81,2 % – 24 Sitze            | 18,8 % – 5 Sitze |
| 1938 | 87,2 % – 25 Sitze            | 12,8 % – 4 Sitze |

## Parlamentspräsidenten
- Joseph Kraus (MVP) (1925–1927)
- Konrad von Dressler (MLWP)  (1927–1935),
- August Baldszus (MLWP) (1935)
- Christoph Dietschmons (MEL) (1936–1938)[5][6]